# City of Men
City of Men (Cidade dos Homens) ist eine brasilianische Fernsehserie über das Leben in einer Favela in Rio de Janeiro. Mit City of Men knüpft Regisseur Fernando Meirelles an seinen Film City of God an, mit dem er 2002 international bekannt wurde. Meirelles und auch die Co-Regisseurin Kátia Lund sind Produzenten zusammen mit dem brasilianischen Fernsehsender Rede Globo. Ähnlich wie City of God ist City of Men mit überwiegend jugendlichen Laiendarstellern aus den Armenvierteln besetzt.

## Handlung
Im Mittelpunkt der Serie stehen Acerola (Douglas Silva; Darsteller von Löckchen in City of God) und Laranjinha (Darlan Cunha). Während sie in der ersten Staffel etwa 13 Jahre alt sind, stehen sie mit etwa 17 in der vierten und bisher letzten Staffel am Beginn des Erwachsenenlebens. Dabei durchleben Acerola und Laranjinha viele Wendungen, von Kontakt zu der in den Favelas üblichen Bandenkriminalität über wilde Feten, sorglose Sommer, nervige Jobs und ungewollte Vaterfreuden nahezu alle Facetten des Lebens in einem enorm kurzen Zeitabschnitt.

## Ausstrahlung
In Brasilien hatte die Serie einen außergewöhnlichen Erfolg. Rund 35 Millionen Zuschauer stellen einen absoluten Rekord im brasilianischen Fernsehen dar.
Das Schweizer Fernsehen strahlt seit 31. März 2008 die Serie im Zweikanalton auf SF zwei aus. Im deutschen Fernsehen gab es bisher keine der 19 Episoden zu sehen. Allerdings ist – Stand Juli 2014 – die erste Staffel der Serie in der deutschen und der Originalfassung auf dem Videoportal myvideo.de in Deutschland abrufbar. Mittlerweile sind die ersten drei Staffeln auf DVD erhältlich. Der Erscheinungstermin der vierten und letzten Staffel steht noch nicht fest.

## Kinoversion
2007 entstand ein Kinofilm, der auf der Serie basiert. Er trägt den gleichen Titel City of Men, und Douglas Silva spielt auch in der Kinoversion die Hauptrolle. Regisseur des Films ist Paulo Morelli. In Deutschland war er erstmals auf der Berlinale 2008 in der Sektion Generation 14plus zu sehen.